# Butrot
Butrot (en albanès: Butrint o Butrinti; en grec: Βουθρωτόν Buthroton; en italià: Butrinto) és una ciutat en ruïnes situada al sud d'Albània, a prop de la ciutat albanesa de Sarandë i de la turística illa grega de Corfú. Està inscrita en la llista del Patrimoni de la Humanitat de la UNESCO des del 1992.

## Història
Fou una ciutat de Tespròcia a l'Epir, propera al llac avui anomenat Vutzindró i que antigament es deia Pelodes.
La llegenda diu que fou fundada per Hel·lenos, fill de Príam, després de la mort de Pirros. Virgili representa Enees visitant Hel·lenos en aquest lloc. La ciutat fou ocupada per Cèsar després de la conquesta d'Oricum i va esdevenir colònia romana.
Després d'un període de prosperitat sota administració romana d'Orient i una breu ocupació pels venecians, la ciutat va ser abandonada al final de l'edat mitjana, després que l'àrea en la qual se situava la ciutat es tornés pantanosa i insalubre a causa de la malària. L'actual recinte arqueològic inclou ruïnes que abasten tot aquest extens període històric. Des que fou redescoberta el 1928, s'ha excavat i desenterrat aproximadament una cinquena part de la ciutat.
Malgrat tot el treball que queda per realitzar a Butrot, es considera un dels conjunts monumentals i arqueològics més importants d'Albània i passa per ser un dels reclams turístics més importants del país. Va ser declarat Patrimoni de la Humanitat per la UNESCO el 1992. A Albània, també formen part de la llista del patrimoni mundial Gjirokastër i Berat.
L'entorn del recinte arqueològic ha estat declarat parc natural per la seva riquesa ecològica i cultural. El 1999, el territori del parc va ser inclòs també com a Patrimoni de la Humanitat com una extensió del recinte original.